# Carlo Osti
Carlo Osti (ur. 20 stycznia 1958 w Vittorio Veneto) – włoski piłkarz, grający na pozycji obrońcy, trener piłkarski.

## Kariera piłkarska

### Kariera klubowa
Wychowanek klubu Conegliano, w barwach którego w 1973 rozpoczął karierę piłkarską. W 1976 przeszedł do Udinese. W 1978 został zaproszony do Atalanty, ale po roku wrócił do Udinese. W latach 1980–1982 bronił barw Juventusu, z którym dwukrotnie zdobył mistrzostwo Włoch. Potem występował w Avellino, a w 1984 wrócił do Atalanta. W 1988 po roku przeniósł się do Piacenzy. W 1990 został piłkarzem Virescit Bergamo, w którym zakończył karierę piłkarską w roku 1992.

### Kariera reprezentacyjna
Od 1979 do 1980 roku występował w młodzieżowej reprezentacji Włoch. Również bronił barw kadry olimpijskiej.

## Kariera trenerska
W sezonie 1990/91 będąc jeszcze piłkarzem rozpoczął pracę trenerską w klubie Virescit Bergamo. Od 1993 do 1995 pomagał trenować juniorów Piacenzy.  Następnie pracował na stanowisku dyrektora sportowego w klubach Triestina, Ternana, Virescit Bergamo, Treviso i Lazio. W latach 2006–2010 kierował drużyną Atalanty, a w sezonie 2011/12 Lecce. 17 grudnia 2012 został mianowany na stanowisko dyrektora sportowego Sampdorii.

## Sukcesy i odznaczenia

### Sukcesy klubowe
Udinese
- mistrz Serie C: 1977/78
- zdobywca Pucharu Serie C: 1977/78
- zdobywca Coppa Anglo-Italiana: 1978
- zdobywca Pucharu Mitropa: 1979/80

Juventus
- mistrz Włoch: 1980/81, 1981/82